# Лит (мифология)
Лит (др.-сканд. Litr) — в скандинавской мифологии дверг (карлик), которого бог Тор пинком отправил в погребальный костёр Бальдра. По другой версии, Лит — ётун (великан), убитый Тором, либо вовсе вол.

## Этимология
В древнескандинавском языке Litr означает «цветной», «цвет». Аналогичные переводы встречаются и в других современных языках (англ. The Colored One, colour, нем. gefärbt, Farbe). Как альтернатива предлагаются значения «цвет лица», «лицо», «образ», «красота» (англ. complexion, countenance, image, нем. Gestalt, Schönheit).

## Лит в письменных источниках
В «Старшей Эдде» Лит упоминается лишь однажды: при перечислении карликов в «Прорицании вёльвы» (строфа 12). Этот же список приводит в «Видении Гюльви» автор «Младшей Эдды» Снорри Стурлусон. Там же (глава 49) при описании похорон Бальдра приводится небольшой сюжет, связанный с Литом: 

«Тор встал рядом и освятил костёр молотом Мьёлльнир. А у ног его пробегал некий карлик по имени Лит, и Тор пихнул его ногою в костер, и он сгорел.»
В «Списке имён», завершающем «Младшую Эдду», Лит является хейти (синонимом), используемым для обозначения вола.
Кроме того, о Лите упоминают скальды Стейн Хердисарсон, Эйлив Годрунарсон, автор «Хвалебной песни Тору», в тексте которой Лит (в других рукописях — Лут) перечисляется среди великанов, сражённых Тором, а также Браги Боддасон, цитируемый в главе 42 «Языка поэзии»  (и здесь речь идёт о ётуне Лите). У исландского поэта XII века Халлар-Стейна Лит употребляется как хейти к слову «красота».

## Интерпретации и мнения
Немецкий поэт и филолог Карл Зимрок отождествлял Лита с «богатым свежим блеском раннего лета», который должен уйти вслед за богом весны и света Бальдром. Похожей точки зрения придерживается и Варг Викернес, для которого Лит — это летние цвета, умирающие вместе со светом. Кроме того, в Лите видят олицетворение жизненной силы, в его же смерти — аллегорию на наступление зимы. А норвежский лингвист Софус Бугге проводил параллели от истории Тора и Лита к древнегреческому мифу о Геракле, зашвырнувшего в море своего спутника Лихаса.
Немецко-австрийский историк-медиевист Отто Хёфлер считал, что сюжет о Лите, которого якобы толкнул в пламя бог грома, впервые родился у Снорри Стурлусона, неверно истолковавшего увиденные им изображения на одном из рунических камней. Некая низкорослая фигура, занятая ритуальной вольтижировкой, получила от Стурлусона, во всём любившего порядок, ясность и яркость описания, имя известного в Эдде карлика, а её акробатические элементы объяснены уже упомянутым пинком в огонь.
По мнению советско-американского лингвиста и литературоведа Анатолия Либермана изначально Лит был слугой (или даже эманацией) Бальдра и умер вместе с ним; и лишь в более позднем варианте мифа, предложенным Стурлусоном, появился эпизод с трудно объяснимым и ничем неоправданным поступком Тора. Им же была предложено толкование имени Лит как «весло», тогда смерть Лита в погребальном костре на ладье Бальдра выглядит просто как «бросить весло на лодку».
Поскольку считалось, что дверги поддерживали близкие отношения с мёртвыми, Лит мог быть психопомпом, которому поручено провести погибшего Бальдра в царство мёртвых Хель. По другой версии Тор толкнул Лита в огонь, чтобы обеспечить Бальдра слугой на том свете.
Смешение в образе Лита одновременно карлика и великана — нередкое явление в эддических текстах: достаточно вспомнить, например Фьялара и Галара или Судри. Возможно, что в ранней версии, описывающей похороны Бальдра, Тор убил именно ётуна, заменённого позднее на дверга. Это выглядит логичным, особенно исходя из главного конфликта, лежащего в основе всей скандинавской мифологии: соперничества асов и великанов, в свете которого бог грома вряд ли бы стал бороться с двергом. Одновременно существует мнение, что карлик и великан Лит (Лут) —  два совершенно разных, не связанных друг с другом персонажа.